# Nußdorf am Haunsberg
Pour les articles homonymes, voir Nußdorf.
Nußdorf am Haunsberg est une commune autrichienne du district de Salzbourg-Umgebung dans l'État de Salzbourg.